# 大芦村 (島根県)
大芦村（おあしむら）は、島根県八束郡にあった村。現在の松江市島根町大芦にあたる。

## 地理
- 海洋：日本海[1]
- 河川：森田川[1]

## 歴史
- 1889年（明治22年）4月1日、町村制の施行により、島根郡大芦浦が単独で村制施行し、大芦村が発足[1][2]。
- 1896年（明治29年）4月1日、郡の統合により八束郡に所属[2]。
- 1956年（昭和31年）1月10日、八束郡野波村、加賀村と合併し島根村を新設して廃止された[1][2]。

## 産業
- 農業、漁業、林業[1]。